# Seis Naciones Femenino 2007
El Seis Naciones Femenino 2007 fue la decimosegunda edición del principal torneo de rugby femenino europeo.
La principal novedad de esta edición del torneo fue la exclusión de España, que fue reemplazado por la selección de Italia, quedando así conformado el torneo masculino y femenino con los mismos integrantes.

## Participantes
- Escocia
- Francia
- Gales
- Inglaterra
- Irlanda
- Italia

## Clasificación
| Pos. | País       | Partidos | Partidos | Partidos  | Partidos | Anotación | Anotación | Anotación  | Puntos |
| Pos. | País       | Jugados  | Ganados  | Empatados | Perdidos | A favor   | En contra | Diferencia | Puntos |
| ---- | ---------- | -------- | -------- | --------- | -------- | --------- | --------- | ---------- | ------ |
| 1    | Inglaterra | 5        | 5        | 0         | 0        | 183       | 12        | +171       | 10     |
| 2    | Francia    | 5        | 4        | 0         | 1        | 105       | 67        | +38        | 8      |
| 3    | Gales      | 5        | 3        | 0         | 2        | 95        | 75        | +20        | 6      |
| 4    | Irlanda    | 5        | 2        | 0         | 3        | 50        | 73        | -23        | 4      |
| 5    | Escocia    | 5        | 1        | 0         | 4        | 42        | 112       | -70        | 2      |
| 6    | Italia     | 5        | 0        | 0         | 5        | 35        | 127       | -92        | 0      |

## Resultados
| 3 de febrero | Inglaterra | 60 - 0 | Escocia |  |  |

| 3 de febrero | Gales | 10 - 5 | Irlanda |  |  |

| 4 de febrero | Italia | 17 - 37 | Francia |  |  |

| 10 de febrero | Inglaterra | 23 - 0 | Italia |  |  |

| 10 de febrero | Irlanda | 10 - 13 | Francia |  |  |

| 10 de febrero | Escocia | 0 - 10 | Gales |  |  |

| 24 de febrero | Francia | 15 - 0 | Gales |  |  |

| 24 de febrero | Escocia | 26 - 6 | Italia |  |  |

| 25 de febrero | Irlanda | 0 - 32 | Inglaterra |  |  |

| 10 de marzo | Escocia | 6 - 18 | Irlanda |  |  |

| 11 de marzo | Inglaterra | 38 - 12 | Francia |  |  |

| 11 de marzo | Italia | 0 - 24 | Gales |  |  |

| 17 de marzo | Italia | 12 - 17 | Irlanda |  |  |

| 17 de marzo | Gales | 0 - 30 | Inglaterra |  |  |

| 18 de marzo | Francia | 18 - 10 | Escocia |  |  |

| Bandera de Inglaterra |
| Campeón Inglaterra    |
| Octavo título         |